# Maximilian Levy
Maximilian Levy (Berlino, 26 giugno 1987) è un ex pistard tedesco, specialista delle gare veloci. In carriera ha vinto quattro titoli mondiali, uno nel keirin e tre nella velocità a squadre, e tre medaglie olimpiche.

## Carriera

### I successi da Junior e gli esordi Open
Nato a Berlino Est, ottiene la prima licenza ciclistica nel 1997. Inizialmente gareggia sia su strada che su pista, ottenendo successi nei campionati berlinesi e nazionali, poi nel 2002 si iscrive allo RSC Cottbus per dedicarsi esclusivamente alla pista. Si specializza presto nelle gare veloci – velocità, velocità a squadre, keirin e chilometro da fermo – e già tra gli Juniores primeggia a livello continentale e mondiale: nel 2004 vince due titoli mondiali di categoria, nel chilometro da fermo e nella velocità a squadre, mentre l'anno dopo fa suoi due titoli europei e altri tre titoli mondiali, nella velocità, nella velocità a squadre e nel chilometro.
Questi risultati gli valgono, al termine dell'annata 2005, il riconoscimento di "sportivo junior tedesco dell'anno" e il passaggio alle competizioni Open, aperte e Elite e Under-23. Nel dicembre 2005, a soli diciott'anni, consegue il primo successo di rilievo nella massima categoria, aggiudicandosi la gara di keirin in Coppa del mondo a Manchester davanti ad atleti affermati quali José Antonio Escuredo e Arnaud Tournant. L'anno dopo ai campionati europei vince quindi quattro medaglie, due delle quali d'oro, nelle gare per Under-23; diventa inoltre, con il tempo di 9"987, il primo ciclista tedesco in assoluto capace di percorrere i 200 metri lanciati in meno di dieci secondi.

### I quattro titoli mondiali e le medaglie olimpiche
Nella primavera del 2007 si aggiudica la prima medaglia in carriera ai campionati del mondo Open, classificandosi terzo nella gara di velocità a squadre. Nella seconda parte di stagione è però costretto all'inattività, vittima di un'infezione virale prima e di un'ernia al disco poi. Nel 2008 partecipa per la prima volta ai Giochi olimpici: a Pechino, in terzetto con René Enders e Stefan Nimke, Levy vince la medaglia di bronzo nella velocità a squadre (chiuderà peraltro quarto nella velocità).
Nel 2009 ottiene quindi il suo primo titolo iridato Open: ai campionati del mondo di Pruszków conquista la vittoria nella prova di keirin davanti al francese François Pervis. Primeggia anche nella stagione successiva, con il titolo mondiale nella velocità a squadre e con il successo nella medesima specialità ai campionati europei.

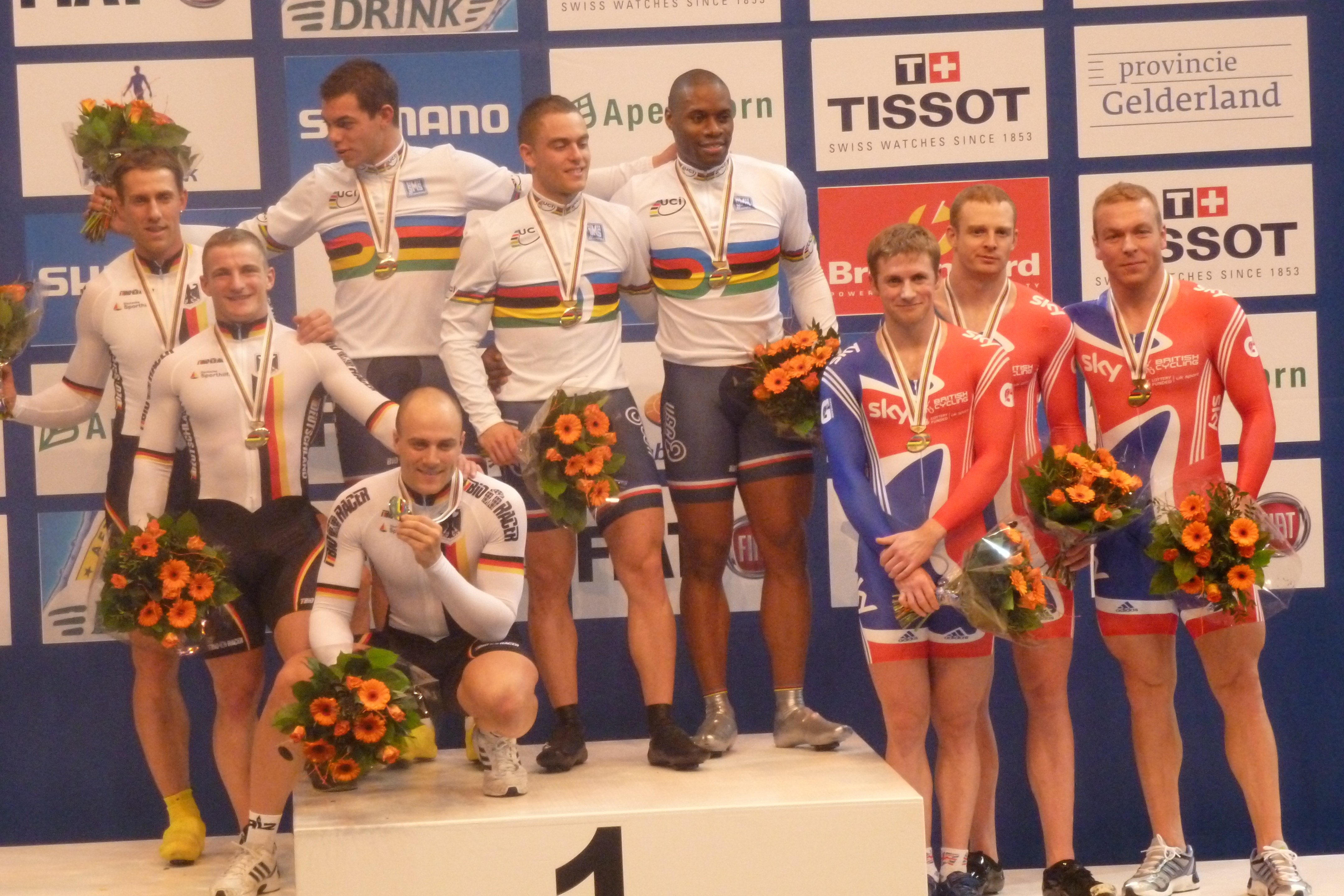
Il podio della velocità a squadre ai campionati del mondo di Apeldoorn 2011, con il terzetto francese inizialmente vincitore e poi declassato

Nel 2011 ai campionati del mondo di Apeldoorn coglie il secondo titolo iridato in carriera nella velocità a squadre, terzo a livello personale. Inizialmente classificatisi secondi alle spalle della Francia, i tedeschi verranno nominati vincitori dopo la squalifica inflitta ad uno dei componenti del terzetto francese, Grégory Baugé. Nell'inverno successivo Levy si aggiudica quattro gare della Coppa del mondo 2011-2012; il 1º dicembre 2011, proprio in occasione dell'evento di Coppa del mondo di Cali, stabilisce insieme a Enders e Nimke il record mondiale della velocità a squadre con il tempo di 42"914.
Nel 2012 prende parte ai Giochi olimpici di Londra: ottiene due medaglie, l'argento nel keirin e, come nell'edizione precedente dei Giochi, il bronzo nella velocità a squadre. Nel 2013 a Minsk si laurea quindi, per la terza volta in quattro anni, campione del mondo della velocità a squadre; durante quella rassegna iridata coglie anche il secondo posto nella gara del keirin, battuto dal britannico Jason Kenny.

## Palmarès
- 2004

Campionati del mondo Juniores, Chilometro da fermo
Campionati del mondo Juniores, Velocità a squadre (con Robert Förstemann e Benjamin Wittmann)
- 2005

Campionati tedeschi, Chilometro da fermo Juniores
Campionati europei, Chilometro da fermo Juniores
Campionati europei, Velocità Juniores
Campionati del mondo Juniores, Velocità a squadre (con René Enders e Benjamin Wittmann)
Campionati del mondo Juniores, Chilometro da fermo
Campionati del mondo Juniores, Velocità
2ª prova Coppa del mondo, Keirin (Manchester)
- 2006

Campionati europei, Velocità a squadre Under-23 (con René Enders e Michael Seidenbecher)
Campionati europei, Velocità Under-23
- 2008

Campionati tedeschi, Keirin
- 2009

Campionati del mondo, Keirin
Noordhollands Wielerweekend, Keirin
Noordhollands Wielerweekend, Velocità a squadre (con René Enders e Michael Seidenbecher)
Grand Prix of Moscow, Velocità a squadre (con Sebastian Döhrer e Mathias Stumpf)
Campionati tedeschi, Keirin
Campionati europei, Keirin Under-23
- 2010

Campionati del mondo, Velocità a squadre (con Robert Förstemann e Stefan Nimke)
Campionati europei, Velocità a squadre (con Robert Förstemann e Stefan Nimke)
- 2011

Manchester International, Keirin
Campionati del mondo, Velocità a squadre (con René Enders e Stefan Nimke)
Campionati tedeschi, Keirin
Campionati tedeschi, Velocità a squadre (con Carsten Bergemann e Robert Förstemann)
1ª prova Coppa del mondo 2011-2012, Velocità a squadre (Astana, con Joachim Eilers e Robert Förstemann)
2ª prova Coppa del mondo 2011-2012, Velocità a squadre (Cali, con René Enders e Stefan Nimke)
2ª prova Coppa del mondo 2011-2012, Keirin (Cali)
- 2012

4ª prova Coppa del mondo 2011-2012, Velocità a squadre (Londra, con René Enders e Stefan Nimke)
Grand Prix of Germany, Keirin
Sprint Meeting Dudenhofen, Velocità
Campionati tedeschi, Velocità a squadre (con Stefan Bötticher e Max Niederlag)
- 2013

Campionati del mondo, Velocità a squadre (con Stefan Bötticher e René Enders)
Sprint Meeting Oberhausen, Keirin
Cottbuser SprintCup, Keirin
Grand Prix of Germany, Keirin
Campionati tedeschi, Keirin
Campionati tedeschi, Chilometro da fermo
Campionati europei, Velocità a squadre (con Stefan Bötticher e Robert Förstemann)
Campionati europei, Keirin
- 2014

Troféu Literio Augusto Marques, Velocità
Troféu Literio Augusto Marques, Keirin
- 2015

Sprint Meeting Dudenhofen, Velocità
Campionati tedeschi, Velocità
Campionati tedeschi, Keirin
Grand Prix of Germany, Velocità
Cottbuser Nächte, Velocità
Cottbuser Nächte, Keirin
- 2016

Cottbuser SprintCup, Velocità
Campionati tedeschi, Velocità
Campionati tedeschi, Keirin
- 2017

Sprint Meeting Dudenhofen, Velocità
Campionati tedeschi, Velocità
Campionati tedeschi, Keirin
Grand Prix of Germany, Velocità
Grand Prix of Germany, Keirin
Grand Prix of Poland, Velocità
Campionati europei, Keirin
2ª prova Coppa del mondo 2017-2018, Velocità a squadre (Manchester, con Joachim Eilers e Robert Förstemann)
- 2018

Grand Prix of Germany, Velocità a squadre (con Maximilian Dörnbach e Nik Schröter)
Campionati tedeschi, Velocità
Sprint Meeting Dudenhofen, Keirin
- 2019

Grand Prix Prešov, Velocità
Grand Prix Prešov, Keirin
Grand Prix of Poland, Keirin
Trois Jours d'Aigle, Keirin
- 2020

Grand Prix Prešov, Keirin
Campionati europei, Velocità
Campionati europei, Keirin
- 2021

Grand Prix of Germany, Velocità

## Piazzamenti

### Competizioni mondiali
- Campionati del mondo

Palma di Maiorca 2007 - Velocità a squadre: 3º
Palma di Maiorca 2007 - Keirin: eliminato al primo turno
Palma di Maiorca 2007 - Velocità: 5º
Palma di Maiorca 2007 - Chilometro: 7º
Manchester 2008 - Velocità a squadre: 4º
Manchester 2008 - Velocità: 10º
Pruszków 2009 - Keirin: vincitore
Pruszków 2009 - Velocità: 10º
Ballerup 2010 - Velocità a squadre: vincitore
Ballerup 2010 - Keirin: 3º
Ballerup 2010 - Velocità: 16º
Apeldoorn 2011 - Velocità a squadre: vincitore
Apeldoorn 2011 - Keirin: 11º
Melbourne 2012 - Velocità a squadre: 14º
Melbourne 2012 - Keirin: 2º
Minsk 2013 - Velocità a squadre: vincitore
Minsk 2013 - Keirin: 2º
Minsk 2013 - Velocità: 6º
Cali 2014 - Velocità a squadre: 2º
Cali 2014 - Keirin: 6º
Saint-Quentin-en-Yvelines 2015 - Keirin: 4º
Londra 2016 - Velocità: 21º
Londra 2016 - Keirin: 4º
Apeldoorn 2018 - Velocità a squadre: 5º
Apeldoorn 2018 - Keirin: 3º
Apeldoorn 2018 - Velocità: 4º
Berlino 2020 - Velocità a squadre: 6º
Berlino 2020 - Keirin: 27º
- Giochi olimpici

Pechino 2008 - Velocità a squadre: 3º
Pechino 2008 - Keirin: 13º
Pechino 2008 - Velocità: 4º
Londra 2012 - Velocità a squadre: 3º
Londra 2012 - Keirin: 2º
Rio de Janeiro 2016 - In linea: ritirato
Rio de Janeiro 2016 - Velocità: 9º
Rio de Janeiro 2016 - Keirin: 21º
Rio de Janeiro 2016 - Velocità a squadre: 5º
Tokyo 2020 - Velocità a squadre: 5º
Tokyo 2020 - Keirin: 6º
Tokyo 2020 - Velocità: 5º

## Riconoscimenti
- Sportivo junior tedesco dell'anno nel 2005[4].